# Lobelia jasionoides
Lobelia jasionoides là loài thực vật có hoa trong họ Hoa chuông. Loài này được (A.DC.) E.Wimm. mô tả khoa học đầu tiên năm 1943.